# ويد غراهام
ويد غراهام (بالإنجليزية: Wade Graham)‏ هو لاعب دوري الرغبي أسترالي، ولد في 25 أكتوبر 1990 في Blacktown ‏ في أستراليا.